# 分配 (政治)
分配是一個立法機構的席位分配給各行政區劃席次的過程。日本新聞報導常以「一票的價值」（1票の価値）稱之，若分配不當，媒體也會以「一票的差距」（一票の格差）來報導，日本總務省也會以「投票的價值較差」（投票価値の較差）、「投票價值的不平等」（投票価値の不平等）稱之。另外選區分配基於各種原因，有多種方式。

## 分配指標

### 常見問題
從根本上說，以合理的劃分方法表示數千甚至數百萬人口的代表，但是劃分者可能會做出不準的計算。雖然它可以使代表的投票（根據擬議的法律和措施等）更準確地根據其選民的數量進行加權， 如每個選舉區產生的代表數都是一個席次。

### 行政區
如果議會在偏遠地區保障特定數量的席位，則可能是特意設計的。 丹麥在格陵蘭和法羅群島各有兩個保障席位；西班牙有多個地區是以一定席位分配（眾議院各省分至少兩席）；加拿大對各行政區也是這樣分配。在偏遠地區可能有他們特有的特殊的意見，管理機構應給予保障的比例，否則可能在議會相關事務上，這些地區議員的意見無法影響到議會決策。歐洲議會也對此做出各成員國可享有席次的上下限。

### 政黨
有些國家如以色列和荷蘭採用名單比例代表制選舉。墨西哥對其下議院的一些議員也是以此為分配。
在這個體系中，選民不會投票給一個人來代表他們的地理區域，而是投票給一個符合他們意見的政黨。

### 數學
計算分配有許多不同的數學方案，主要區別在於它們如何處理小數代表的捨入。這些計劃可以就相關政黨或部門的席位產生不同的結果。另外，所有方法都受到一個或多個異常的影響。關於最大餘額法的文章介紹了幾種方案，並通過實例討論了它們的權衡。席次額外增減可能為一個選項之一。

## 票票不等值
可能會選民與代表的比例不同。例如，如果一個單一成員區有10,000名選民而另一個有10萬名選民，那麼前一區的選民每人的影響力是管理機構的十倍。「票票不等值」可能是制度下而出現的，出於諸如有利於代表權在群體平等。例如，在聯邦國家如美國參議院，每州分都是兩席。
不均等的程度可以通過以下方式衡量：
- 按人口最多的選區與人口最少的選區比例。在上面的兩個數字中，比例是10：1。比率接近1：1代表各區之間沒有異常現象。印度在1991曾經達到近50：1。[3]美國最高法院的Reynolds v. Sims案中，在該州眾議院中發現了高達1081：1的比例差距。通常較高的比率代表票票不等值明顯的程度，但並不表明「票票不等值」是否普遍存在。選舉差距的大小也會影響選舉的公平性。
- 按選區選民的標準差來衡量。
- 由於地區人口的差異，可以在理事機構中贏得多數席位的最小比例的選民。例如，在一個由61名成員組成的機構中，這將是人口最少的31個地區的選民的一半。顯而易見的是，只有不到50％的選民可以贏得理事機構的多數席位。但是，需要進一步研究才能得出這樣的結論是否切合實際的結論：不平衡是否是系統性的，是否會偏向於身體，或者是隨機因素的結果，這些因素為利益不太可能重合的選民提供了額外的權力。

## 例子

### 歐洲議會
歐洲議會自英國脫離歐盟後，
共有705席次名歐洲議會成員，歐盟內小國一般能得到比例上較多的代表人數，各歐盟會員國間不少於6名；至多96名（德國）。至於選法和各會員國的選區劃分，則是由各國處理。
席位分配與每個國家的人口不成比例，也無法任何特定的數學公式來推論；但是，條約中規定，席位的分配應與成員國的人口「遞減的成比例」，反之亦然 。其中多數國家以全國為一個選區，而分為多個選區的國家：法國、愛爾蘭、意大利的人均差異很小，英國與北愛爾蘭的雖然偏大但大致上也是如此。波蘭華沙的一個議員代表559,000選民，在波德拉謝和瓦爾米亞-馬祖里的一個議員代表1,326,000選民。
比利時對「選區」的劃分不僅僅是地理上的方式劃分，還有語言社區上的劃分，因此官方雙語布魯塞爾首都大區的選民可以在講荷蘭語或法語的選區中投票。單一選區「講德語的選區」代表性超過比利時德語社群的人口比例。
此外，英國脫離歐盟後，
人數縮小至705席次，另外27席次重新分配，以利新會員國加入時不必再調整其他成員國席次，另外也會透過該次調整選舉制度以便達到公平選舉及正確的代表席次。

### 日本
在日本，選舉本身對議會的人數和年度開支存在很大的不信任，例如選舉制度的立法不充分和稅收使用不確定，以及1976年4月在眾議院選舉中於1972年從那時起，在作出決定之前，已多次提出確認全國選舉無效的情況。

#### 眾議院
眾議院部分從中選區制時代起，便存在此項問題，1972年時因為選票價值達到4.99倍宣告違憲，進而修改選區應選人數或選民人數。1980年也因為到了3.94倍宣告違憲，此後中選區時代在3倍以下都屬合憲。1996年起的小選區制度，一開始在3倍以下都屬合憲，但到後來因為選區變化，在2009年連續三次宣布違憲，到2017年為1.98倍才選區合理。
2008年12月27日，公布的2018年9月選區人數中，差距為2.004倍。（東京都第13區476,662人與鳥取縣第1區237,823人之比例）
| 位 | 最多選舉區   | 人数    | 位 | 最少選舉區  | 人数    |
| -- | ------------ | ------- | -- | ----------- | ------- |
| 1  | 東京都第13区 | 476,662 | 1  | 鳥取縣第1区 | 237,823 |
| 2  | 東京都第8区  | 475,088 | 2  | 鳥取縣第2区 | 239,015 |
| 3  | 東京都第17区 | 474,851 | 3  | 宮城縣第4区 | 239,702 |
| 4  | 東京都第10区 | 474,706 | 4  | 長崎縣第3区 | 241,623 |
| 5  | 東京都第9区  | 473,343 | 5  | 栃木縣第3区 | 245,294 |

#### 參議院
在日本參議院，总席位数242仅为众议院席位的一半左右，而且每次改选的席位数仅为121。其中比例代表为48席，因此剩余的73席需要分配到47个都道府县选举区，因為這個數字只有眾議院的4分之一，因此比眾議院更容易产生票值不均等（日語：一票の格差）的技术性问题。以至於在2016年將人口最少的兩對相鄰共四個選區合併成兩個選區。
在围绕这一问题，從1962年起经常有個人或者團體對參眾兩院的選舉分配提起违宪诉讼。对此，法院經常做出合宪判决，但也要求尽快解决这一难题。但是參議院1971年雖不等值倍數高達5倍，卻也是合憲。但是到1972年眾議院第一次判分配違憲，參眾兩院到2009年以後才密集宣布違憲，2013年才第一次判眾議院選舉無效。目前这一问题仍未得到根本性解决。直到2010年起連續兩次分別宣布參眾兩院結果分配情形違憲，才做明顯的修改，並且成功做出合憲的結果。2019年再度額外增加兩席次。

#### 地方選舉
特例選舉區2003年3月1日時28選區、2013年9月1日時7選區。
2015年4月7日時，不受分配限制的特例選舉區包含東京都（千代田区選舉區和島部選舉區的2選舉区）、兵庫縣（相生市選舉区和養父市選舉区的2選舉區）、北海道（美唄市選舉區的1選舉區）、徳島縣（那賀郡選舉區的1選舉區）的6選舉區。

#### 法院對於票值不均等的解釋
| 選舉         | 投票日         | 判決日                                   | 眾議院 | 眾議院   | 參議院 | 參議院   |
| 選舉         | 投票日         | 判決日                                   | 差距   | 判決     | 差距   | 判決     |
| ------------ | -------------- | ---------------------------------------- | ------ | -------- | ------ | -------- |
| 1962年參院選 | 1962年7月1日   | 1964年（昭和39年）2月5日                 | －     | －       | 4.09   | 合憲     |
| 1971年參院選 | 1971年6月27日  | 1974年（昭和49年）4月25日（第一小法庭）  | －     | －       | 5.08   | 合憲     |
| 1972年眾院選 | 1972年12月10日 | 1976年（昭和51年）4月14日                | 4.99   | 違憲     | －     | －       |
| 1976年眾院選 | 1976年12月5日  | 1979年（昭和54年）12月24日（第二小法庭） | 3.50   | 不受理   | －     | －       |
| 1977年參院選 | 1977年7月10日  | 1983年（昭和58年）4月27日                | －     | －       | 5.26   | 合憲     |
| 1980年眾院選 | 1980年6月22日  | 1983年（昭和58年）11月7日                | 3.94   | 違憲状態 | －     | －       |
| 1980年參院選 | 1980年6月22日  | 1986年（昭和61年）3月27日（第一小法庭）  | －     | －       | 5.37   | 合憲     |
| 1983年參院選 | 1983年6月26日  | 1987年（昭和62年）9月24日（第一小法庭）  | －     | －       | 5.56   | 合憲     |
| 1983年眾院選 | 1983年12月18日 | 1985年（昭和60年）7月17日                | 4.40   | 違憲     | －     | －       |
| 1986年眾院選 | 1986年7月6日   | 1988年（昭和63年）10月21日（第二小法庭） | 2.92   | 合憲     | －     | －       |
| 1986年參院選 | 1986年7月6日   | 1988年（昭和63年）10月21日（第二小法庭） | －     | －       | 5.85   | 合憲     |
| 1990年眾院選 | 1990年2月18日  | 1993年（平成5年）1月20日                 | 3.18   | 違憲状態 | －     | －       |
| 1992年參院選 | 1992年7月26日  | 1996年（平成8年）9月11日                 | －     | －       | 6.59   | 違憲状態 |
| 1993年眾院選 | 1993年7月18日  | 1995年（平成7年）6月8日（第一小法庭）    | 2.82   | 合憲     | －     | －       |
| 1995年參院選 | 1995年7月23日  | 1998年（平成10年）9月2日                 | －     | －       | 4.97   | 合憲     |
| 1996年眾院選 | 1996年10月20日 | 1999年（平成11年）11月10日               | 2.309  | 合憲     | －     | －       |
| 1998年參院選 | 1998年7月12日  | 2000年（平成12年）9月6日                 | －     | －       | 4.98   | 合憲     |
| 2000年眾院選 | 2000年6月25日  | 2001年（平成13年）12月18日（第三小法庭） | 2.471  | 合憲     | －     | －       |
| 2001年參院選 | 2001年7月29日  | 2004年（平成16年）1月14日                | －     | －       | 5.06   | 合憲     |
| 2003年眾院選 | 2003年11月9日  | 2005年（平成17年）9月27日（第三小法庭）  | 2.064  | 却下     | －     | －       |
| 2004年參院選 | 2004年7月11日  | 2006年（平成18年）10月4日                | －     | －       | 5.13   | 合憲     |
| 2005年眾院選 | 2005年9月11日  | 2007年（平成19年）6月13日                | 2.171  | 合憲     | －     | －       |
| 2007年參院選 | 2007年7月29日  | 2009年（平成21年）9月30日                | －     | －       | 4.86   | 合憲     |
| 2009年眾院選 | 2009年8月30日  | 2011年（平成23年）3月23日                | 2.304  | 違憲状態 | －     | －       |
| 2010年參院選 | 2010年7月11日  | 2012年（平成24年）10月17日               | －     | －       | 5.00   | 違憲状態 |
| 2012年眾院選 | 2012年12月16日 | 2013年（平成25年）11月20日               | 2.425  | 違憲状態 | －     | －       |
| 2013年參院選 | 2013年7月21日  | 2014年（平成26年）11月26日               | －     | －       | 4.77   | 違憲状態 |
| 2014年眾院選 | 2014年12月14日 | 2015年（平成27年）11月25日               | 2.129  | 違憲状態 | －     | －       |
| 2016年參院選 | 2016年7月10日  | 2017年（平成29年）9月27日                | －     | －       | 3.08   | 合憲     |
| 2017年眾院選 | 2017年10月22日 | 2018年（平成30年）12月19日               | 1.98   | 合憲     | －     | －       |

### 西班牙

2015年大選眾議院各區域席次分配圖
2016年大選眾議院各區域席次分配圖
2019年大選眾議院各區域席次分配圖
1977年大選至2019年大選參議院各區域席次分配圖
2016年大選至2019年大選參議院各地區議會任命人數分配圖
西班牙各地區議會人數（2018年）

眾議院350席中的348席由50個多議席選區組成。休達和梅利利亞各有一席，以單議席單票制選出。每個多議席選區至少有2席，餘下的248席依各區人口按比例分配。西班牙在2004年有34,571,831位選民，平均98,777位選民一個席位。然而，巴塞隆納每一個席位代表129,269名選民 ，馬德里每一個席位代表127,377選民 ，特魯埃爾和索里亞每一個席位代表38,714和26,177選民。同時門檻為3%。
參議院中，47個本土省份中的每一個行政區都有4個席位，採取有限投票制度（應選4位，選民可投3位），每黨名單三個，而三個較大的島嶼分別有三個席位，七個小島嶼各有一個席位。飛地休達和梅利利亞分別擁有兩個席位。此外，西班牙各行政區的17個自治區議會會任命至少一名參議員，每100萬選民會多任命一名參議員。因此，2004年馬德里有4,458,540名選民，有9名參議員代表，而卡斯提亞-雷昂有2,179,521名選民就多達39名參議員代表。選舉結果也因此主要偏向於農村地區。
這也導致2016年的人民黨，和2019年的工人社會黨，在眾院席位未過半的情況下能以過半優勢掌握參議院。另外極右翼政黨聲音黨就算在眾議院大有斬獲也難以進入參議院。

### 英國
英國選區的選民人數可能有很大差異。這種變化源於：
- 立法；從1958年“座位再分配法”開始，該法案用四個單獨的配額取代了整個英國的選舉配額（理想人口）：英格蘭每個選區69,534; 北愛爾蘭67,145，威爾士58,383，蘇格蘭每個選區54,741選民。
- 四個英國邊界委員會決定支持地理上的“自然”地區。
- 邊界審查之間的人口遷移，往往會減少市中心區的選民人數

從下屆大選中，當地選民的最大差距將少至從蘇格蘭的西部群島（21,837選民）和奧克尼和設德蘭（33,755），多至英格蘭東漢姆（91,531），以及懷特島（110,924）。
第六次選區邊界定期審查原定於2018年進行。
|           | 平均選民數 | % 標準差距 | 最小席位 (%於平均) | 最大席位 (%於平均) | 差距5%以內席位比 % | 差距10%以內席位比 % |
| --------- | ---------- | ---------- | ------------------ | ------------------ | ------------------ | ------------------- |
| 2010      | 70,150     | 11.1       | 32                 | 157                | 37                 | 69                  |
| 2013 計畫 | 76,408     | 2.2        | 29                 | 105                | 99                 | 99.5                |
| 2015      | 69,016     | 11.3       | 32                 | 153                | 41                 | 68                  |
| 2017      | 70,997     | 11.8       | 30                 | 155                | 37                 | 67                  |
| 2019      |            |            |                    |                    |                    |                     |

邊界委員會的定期審查會提交給下議院，主要是為了防止任何新的腐敗選區重新出現。2013年提出計畫，將席次由650減為600個，以求選區平衡。

### 美國

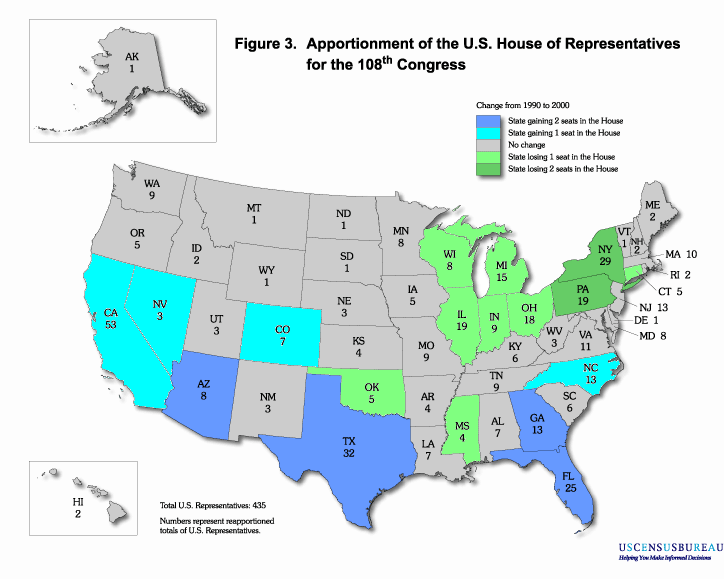
眾議院各區域席次分配圖（2003年）
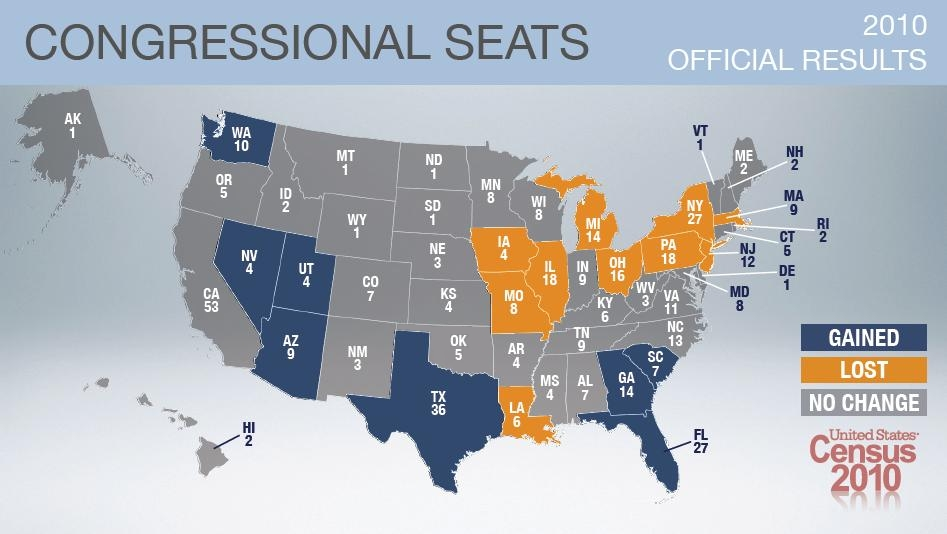
眾議院各區域席次分配圖（2013年）

#### 參議院
在美國參議院，每個州分兩席，每兩年重選三分之一（33或34席次），但是卻衍生出加州3800萬人口由2人代表，但是其他人口最少的22州分3800萬人口卻由44人代表，甚至單一州份之間還有68倍的差距的嚴重不平等情形。因為如此，一個人口過少的州，一個參議院席位便已經十分過分，即使多給加利福尼亞州、德克薩斯州等大州三席參議院席位，也仍然存在相應的不公平。

#### 眾議院
在美國眾議院，每州至少一席，其餘385席次（因為有50州，所以435-50=385）按人口以亨廷頓-希爾法分配，相對較少票票不等值情形，其中加利福尼亞州53席次，7個州分1席次。席次每10年變更一次。而第51州的加入則會導致席次再次變動。

#### 總統
在美國總統選舉中，某候選人只要在一州取得相對多數，即可囊括該州全部選舉人票，而各州選舉人票是該州參眾兩院人數的總和，應獲得選舉人票方式如上。
但是可能會導致普選票較多未必能當選總統。歷史上曾多次發生這種情況，例如1824年的約翰·昆西·亞當斯、1876年的拉瑟福德·B·海斯、1888年的班傑明·哈瑞森、2000年的喬治·W·布希、2016年的唐納·川普等當選人，其普選票都少於對手（除1824年之外，皆為共和黨贏得選舉），還可能引發容易選舉舞弊的問題。
而這項規則現在要更改也有不小難度，因為當前制度下優勢較大的州，會反對修改方案。支持或反對改變這些機構的論點往往具有不同的政治色彩，而非只是尋求票票等值或保障鄉村地區問題而已。在民主黨往往主張改變，因為它通常是在大城市比較流行和眾多的人口較稠密的州，而共和黨經常維護現行體制下，作為該黨的意見在農村地區更受歡迎，大部分農村都是人口較少的狀態。這也導致總統或其他官員彈劾與否都會被控制。

## 另見
- 腐敗選區
- 傑利蠑螈

## 外部連結
- P.A. Madison's historical review of the 14th amendment's apportionment clause. （页面存档备份，存于）
- Reapportionment and Redistricting in the USan article from the ACE ProjectArchive-It的存檔，存档日期2008-08-16
- Index of articles relating to Boundary Delimitation （页面存档备份，存于） from the ACE Project（页面存档备份，存于）
- Explanation of the 1991 and 1992 US Supreme Court cases challenging the use of the method of equal proportions （页面存档备份，存于）
- A guide to the various formulae for apportionment, and statistical differences between them （页面存档备份，存于）
- The House of Representatives Apportionment Formula: An Analysis of Proposals for Change and Their Impact on States
- The Controversy Over Apportionment, Alfred de Grazia, 1968 （页面存档备份，存于）